# SN 2005ap
SN 2005ap是一颗能量非常高的II型超新星，它是有紀錄以來最亮的超新星，比之前的記錄擁有者SN 2006gy還要亮兩倍。它是在2005年3月3日從麥克唐納天文台安裝在西德州執行德州超新星搜尋的口徑0.45米的ROSTE-IIIb (Robotic Optical Transient Search Experiment) 望遠鏡，被羅伯特·昆比在未安裝濾鏡的影像中檢出的。這個計畫也發現了超新星SN 2006gy 。

## 性質
雖然，它比SN 2006gy更早就被發現，但直到2007年10月才確認了它的光度。但因為距離遠在47億光年之遙，因此在地球上無法以裸眼看見它。
雖然SN 2005ap的峰值亮度是SN 2006gy的兩倍，但是它的能量卻不如後者充沛，如同典型的超新星，在幾天內就變暗淡了，但SN 2006gy的亮度維持了好幾個月。 SN 2005ap比一般的II型超新星明亮300倍，因此推測這顆超新星參與了夸克星的形成。昆比 (Quimby) 曾經建議這顆超新星是有別於標準的II型超新星的一種新類型，他所領導的研究小組已經確認五顆與SN 2005ap和SCP 06F6類似的超新星，它們都非常明亮而且缺乏氫線。

## 進階讀物
- Leahy, D.A. . Bulletin of the American Astronomical Society. 2008, 40: 255. Bibcode:2008AAS...212.6401L.
- Tan, K. . MSNBC. 11 October 2007  [2012-11-03]. （原始内容存档于2012-10-21）.

## 外部連結
- . Aladin. Centre de données astronomiques de Strasbourg.

- . SIMBAD. Centre de données astronomiques de Strasbourg.   [2012-11-03]. （原始内容存档于2014-04-09）.